# Dazhuang Xiang
Dazhuang Xiang (kinesiska: 大庄, 大庄乡) är en socken i Kina. Den ligger i provinsen Yunnan, i den sydvästra delen av landet, omkring 80 kilometer öster om provinshuvudstaden Kunming. Antalet invånare är 12 043. Befolkningen består av 5 808 kvinnor och 6 235 män. Barn under 15 år utgör 23,0 %, vuxna 15-64 år 67 %, och äldre över 65 år 8,0 %.
Genomsnittlig årsnederbörd är 1 039 millimeter. Den regnigaste månaden är juni, med i genomsnitt 251 mm nederbörd, och den torraste är januari, med 11 mm nederbörd.